# UC-92号潜艇
陛下之UC-92号艇是德意志帝国海军于第一次世界大战期间建造的其中一艘UC-III型布雷潜艇或称U艇。它由汉堡的布洛姆与福斯船厂承建，于1918年1月19日新船下水，至同年8月14日交付使用。其全长56.51米，水面及水下排水量分别为491吨和571吨，艇载武器则包括三具鱼雷发射管、六具水雷滑射槽以及一门105毫米45倍径甲板炮。由于入役时已临近战争结束，UC-92号未及参与任何实战。战后，根据对德停战协定的要求，该艇于1918年11月24日被引渡至英国哈维奇正式投降，后遭遗弃至法尔茅斯附近海滩，并自1921年起就地拆解报废。

## 设计
1917年夏天，德意志帝国海军发现了UC-II型潜艇中的各种缺陷，需要进行纠正。船员们抱怨舱内的通风不佳和在舰桥上相当潮湿——这在寒冷的季节尤为令人难受。另一方面，这款潜艇的潜航性能也不尽如人意。为此，应当开发另一款布雷潜艇来解决这些问题，并能响应海军部对更强大火炮武器的渴望。基于UB-III型的成功经验，潜艇监察局（Inspektion des U-Bootwesens）拿出了代号为41a号工程的UC-III型潜艇设计方案。与前型相比，新艇的水面排水量增至470吨，增加了一具外置式鱼雷发射管，改用更大口径的105毫米甲板炮的并调高炮位，以及通过调整注水和排水管径使潜航时间显著缩短。然而，由于布雷装置的特殊要求，UC-III型艇的外形很难按照UB-III型艇进行优化，因此其航速略有下降。
UC-92号是16艘完成交付的UC-III型方案的其中一艘。其全长56.51米，舷宽5.54米。艇体采用双壳体结构，水面及水下排水量分别为491吨和571吨，浮起时的吃水深度为3.77米。艇只采用两台猛狮六缸四冲程600匹公制馬力（440千瓦特）柴油机用于水面运行，以及两台770匹公制馬力（570千瓦特）的西门子-舒克特电动发电机用于水下航行；水面最高航速11.5節（21.3每小時），水下6.6節（12.2每小時）；能够在水面以7節（13每小時）航速续航9,850海里（18,240），或以4.5節（8.3每小時）连续在水下航行40海里（74）而无需充电。其潜没需时约为15秒，能够在75米的深度下运作。
在武器配置方面，UC-92号设有六具管径为1,000毫米的布雷竖井，但由于艇艏形态作了伸展和扁平化改动，UC200型水雷的容纳能力有所下降，仅为14枚。司令塔后部的艇艛布置了一门105毫米45倍径艇用高射炮作为甲板炮，并配备150发弹药。此外，UC-92号还装备有三具500毫米鱼雷发射管，其中两具外置位于舯部的两边舷侧用于朝前射击，一具内置在艇艉，合共配备7枚鱼雷。其标准船员编制为3名军官及29名水兵。

## 历史

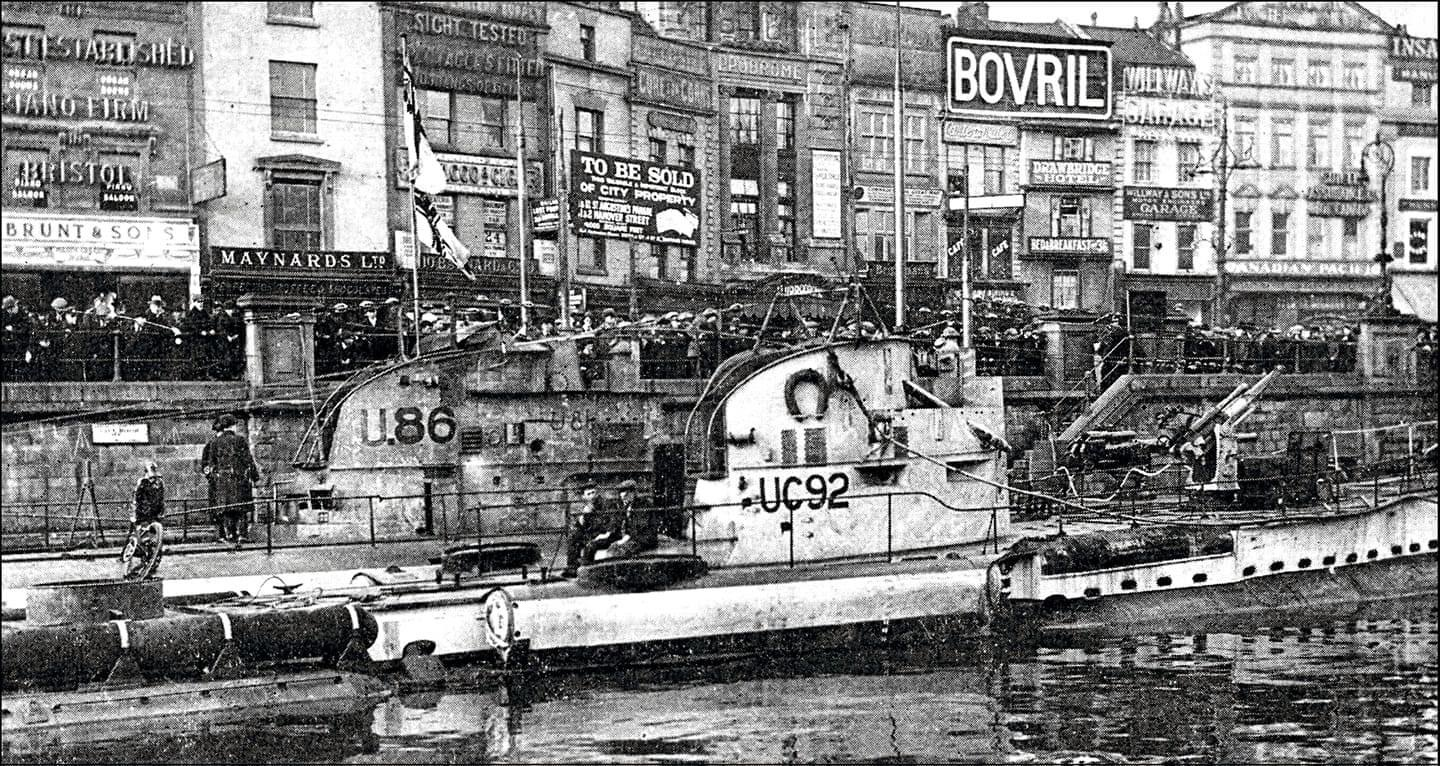
UC-92号与U-86号在布里斯托尔展览。背景可见布里斯托剧场

UC-92号是汉堡布洛姆与福斯船厂承建的第一批次三号艇，由德意志帝国海军潜艇监察局于1917年6月27日订购，建造编号为326。它于1918年1月19日下水，至同年8月14日交付使用。由于入役时间较迟，该艇与其它已完工的UC-III型艇一样，在战争结束前未及编入任何部队，亦无参与实战行动。战后，根据对德停战协定的要求，UC-92号于1919年2月10日被引渡至英国哈维奇正式向协约国投降，并曾作为战利品与U-86号一同在布里斯托尔展出。
1921年3月17日，UC-92号与另外五艘德国U艇一同被拖到法尔茅斯，供英国皇家海军在法尔茅斯湾进行一系列爆炸试验，以找出它们设计中的弱点。试验结束后，该艇被英国海军部遗弃在法尔茅斯附近海滩（50°8′50.02″N 5°3′23.33″W / 50.1472278°N 5.0564806°W），并于同年4月19日作价110英镑的价格售予拆船商R·罗斯凯利与罗杰斯（R. Roskelly & Rodgers）。在接下来的数十年间，UC-92号有部分艇体被打捞上岸，但直到1960年代末才取得成效。2013年，威塞克斯考古在了解该遗迹的当地潜水员的协助下，对UC-92号以及其他潜艇进行了调查。由于UC-92号是唯一一艘被带到法尔茅斯的UC级潜艇，它的六具水雷管在幸存的残骸特征中得到确定。艇只的下部仍在离岸不远的海床上，部分结构在低潮时露出水面。与其他被带到海湾的潜艇残骸一起，这里是当地潜水员的热门景点。

## 脚注
1. ↑  Tarrant，第174頁.
2. 1 2 3  Helgason, Guðmundur. . German and Austrian U-boats of World War I - Kaiserliche Marine - Uboat.net.   [2009-02-23].
3. ↑  陈进，第239–240頁.
4. 1 2  Gröner，第61頁.
5. ↑  Dodson & Cant，第132頁.
6. ↑  Dodson & Cant，第50–52, 99, 129頁.
7. ↑  Dodson & Cant，第50–52, 99, 132頁.
8. ↑  . 2017-07-04  [2023-04-23]. （原始内容存档于2023-04-28）.
9. ↑  . 2018-08-08  [2023-04-23]. （原始内容存档于2021-12-03）.